# دشت آنادیر
دشت آنادیر (انگلیسی: Anadyr Lowlands) یک دشت آبرفتی در ناحیه خودگردان چوکوتکای کشور روسیه است.